# Il était une fois... (série télévisée d'animation)
Pour les articles homonymes, voir Il était une fois.
Il était une fois… est une série d'animation française de 1995. Imaginée par Valérie Lasseron, scénarisée par Jean-Luc Fromental et réalisée par Francis Nielsen, la série est animée par Rooster Studio, mise en musique par La Belle Équipe, et produite par France 2 et Goldvision. Les épisodes sont des adaptations ou réinterprétations par différents dessinateurs de bande dessinée de contes de Hans Christian Andersen, de Charles Perrault, des frères Grimm, ou du folklore.

## Liste des épisodes
1. La Petite Fille aux allumettes, par François Avril
2. La Belle au bois dormant, par Mœbius
3. Le Petit Poucet, par Cabu
4. Le Petit Chaperon rouge, par Jano
5. Les Trois Petits Cochons, par Nikita Mandryka
6. Cendrillon, par Philippe Druillet
7. La Princesse au petit pois, par François Schuiten
8. Barbe bleue, par Lorenzo Mattotti
9. La Bergère et le Ramoneur, par Jean-Claude Denis
10. Le Vaillant Petit Tailleur, par Philippe Vuillemin
11. Le Petit Soldat de plomb, par Frank Le Gall
12. Hans le joueur de flûte, par Thierry Ségur
13. Boucle d'or, par Ben Radis
14. Le Vilain Petit Canard, par Florence Cestac
15. Le Roi grenouille, par Loustal
16. Blanche-Neige, par Johan De Moor
17. La Petite Sirène, par Dupuy-Berberian
18. Le Chat botté, par Gilbert Shelton
19. La Belle et la Bête, par Tanino Liberatore
20. Riquet à la houppe, par Frank Margerin
21. Le Garçon qui criait au loup, par Jean-Marc Rochette
22. Hansel et Gretel, par Willem
23. L'Empereur et le Rossignol, par Charlie Schlingo
24. Peau d'âne, par Daniel Goossens
25. Jack et le Haricot magique, par Édith Grattery
26. Tom Pouce, par François Boucq